# Su-39
Su-39 (Su-25TM; kod NATO: Frogfoot) – rosyjski samolot szturmowy, będący modyfikacją radzieckiego samolotu Su-25T, którego produkcja rozpoczęła się w 1996 roku. Samolot początkowo rozwijano pod oznaczeniem Su-25TM, następnie przemianowano na Su-39.
Samolot opracowano z wykorzystaniem doświadczeń nabytych podczas radzieckiej interwencji w Afganistanie. Modyfikacja obejmowała m.in. dodanie podkadłubowego zasobnika z radarem do wykrywania celów naziemnych, nawodnych i powietrznych, modyfikację układu chłodzącego, dodanie dodatkowego zbiornika paliwa oraz awioniki.

## Historia
Samolot Su-25TM, noszący oznaczenie biura konstrukcyjnego T-8TM, powstał w drodze dalszego rozwoju Su-25T (T-8M). Zachowano wyposażenie w ulepszony system optyczny obserwacyjno-celowniczy Szkwał-M w nosie kadłuba, z dalmierzem laserowym Priczał i podświetlaczem celu. W stosunku do poprzednika nowy wariant miał być wyposażony w podwieszane pod skrzydłami zasobniki ze stacją radiolokacyjną Kinżał oraz termowizorem Chod. Rozwój radaru Kinżał został zarzucony, również termowizor Chod okazał się zawodny, wobec czego zastosowano zasobnik z nowoczesnym radarem Kopjo-25 podwieszany pod kadłubem, rezygnując z przenoszenia dwóch środków obserwacji technicznej naraz. Zachowano w dalszym ciągu możliwość przenoszenia zamiast radaru zasobnika z kamerą niskiego poziomu oświetlenia Merkurij. Ulepszono też inne wyposażenie, przede wszystkim łącząc całość wyposażenia nawigacyjnego i celowniczego w jeden system SUW-25T Woschod z dwoma komputerami Orbita.  W ramach dalszego rozwoju planowano umieścić radar Kopjo w nosie samolotu, a stację Szwał pod nim.
Pierwszy prototyp T-8TM-1 został przebudowany z prototypu Su-25T (T-8M-1) i oblatany 4 lutego 1991 roku, następnie w ten sposób powstał jeszcze drugi prototyp (z przebudowy T-8M-4). Dwa dalsze prototypy, o numerach bocznych 20 i 21, zbudowano i oblatano w Ułan-Ude 15 sierpnia 1995 roku (T-8TM-3) i w 1997 roku (T-8TM-4). Jednocześnie od 1995 roku samolot pod nowym oznaczeniem Su-39 zaczęto promować na eksport. W 1997 roku rozpoczęto w Ułan-Ude budowę serii pięciu samolotów dla lotnictwa rosyjskiego, lecz Rosja następnie ją anulowała z przyczyn finansowych.
Z uwagi na posiadanie radaru, w zestaw uzbrojenia włączono pociski powietrze-powietrze średniego zasięgu R-27R i R-77, próbując promować samolot na rynkach zagranicznych jako substytut myśliwca wielozadaniowego. W 1997 roku rosyjska centrala handlowa Roswoorużenije zaoferowała Polsce na salonie MSPO w Kielcach zakup samolotów Su-39, dostosowanych do standardów NATO, w charakterze samolotów wielozadaniowych, o 40-50% tańszych od myśliwców produkcji zachodniej. W analizie przydatności samolotu dla Polski strona rosyjska wskazywała, że duże możliwości zwalczania czołgów byłyby wartościowe w sytuacji najbardziej prawdopodobnego jej zdaniem konflikt zbrojnego na tle sporów terytorialnych z Niemcami; analizowała też zastosowanie samolotu w razie konfliktu Polski z pozostałymi sąsiadami, z wyłączeniem Rosji i Ukrainy. Cena samolotu miała nieoficjalnie wynosić ok. 30 milionów dolarów, a proponowano także ich montaż w Mielcu. Propozycja ta nie była przyjęta, a Polska następnie zakupiła w przetargu myśliwce wielozadaniowe F-16.